# Lembor
Lembor is een bestuurslaag in het regentschap Lamongan van de provincie Oost-Java, Indonesië. Lembor telt 2027 inwoners (volkstelling 2010).